# Castricum aan Zee
Castricum aan Zee, ook wel Bakkum aan Zee genaamd, is de badplaats van de gemeente Castricum, in de provincie Noord-Holland.

## Ligging
Castricum aan Zee ligt aan de Noordzee, ten westen van de dorpen Bakkum en Castricum, midden in het Noordhollands Duinreservaat. Vanaf de dorpskern Castricum is de strandopgang aan de Zeeweg (N513) per fiets te bereiken in ongeveer 10 minuten. Vanaf de dorpskern Bakkum is dat 5 minuten. Vanaf het station rijdt in de zomermaanden buslijn 868 van Connexxion in ongeveer 10 minuten naar het strand.

## Kenmerken
Castricum aan Zee is geen "echte" badplaats, zoals Zandvoort of Noordwijk aan Zee. Castricum aan Zee heeft geen inwoners en ook geen boulevard. Castricum aan Zee is alleen de benaming voor het strand, het bos en de duinen met bijbehorende horeca (diverse strandtenten, restaurants) en overige toeristische faciliteiten. Castricum aan Zee staat bekend om zijn rust, ruimte en mooie natuur.
Het strand van Castricum aan Zee is te verdelen in twee delen; het Drukke Strand en het Stille Strand. Het Drukke Strand is gemakkelijk te bereiken met de auto via de Zeeweg (N513). Vlak bij de strandopgang is een grote parkeerplaats tegen relatief geringe betaling (€ 9,35 per dag in de zomermaanden). Het Drukke Stand kent veel strand- en horecafaciliteiten, waaronder een surfschool. Het Stille Strand ligt ten zuiden van het Drukke Strand en is alleen per fiets of te voet via het bos en de duinen te bereiken. Het Stille Strand trekt voornamelijk mensen die van nabij komen en is doorgaans (veel) rustiger. Het Stille Strand heeft geen strand- of andere horecafaciliteiten.

## Zeeweg
De Zeeweg (N513) is een provinciale weg en de enige (auto)weg naar Castricum aan Zee. Langs de Zeeweg vind je Camping Bakkum (ook wel "Kamp Bakkum"). Deze camping is al jaren in trek bij Amsterdammers die een stacaravan op deze camping hebben. Voorts vind je langs de Zeeweg de atletiekbaan van Atletiek Vereniging Castricum (AVC), genaamd de "Duinloper" en de natuurijsbaan van de lokale schaatsvereniging. Tot slot bevindt zich langs de Zeeweg het "Bezoekerscentrum De Hoep" van het Provinciaal Waterleidingsbedrijf Noord-Holland (PWN) en het restaurant "Johanna´s Hof". Voor de natuurliefhebber is het (gratis) parkeerterrein bij De Hoep het vertrekpunt om het bos- en duingebied te ontdekken. Daarvoor is een duinkaart van PWN overigens wel vereist.
Dorpen: Akersloot · Bakkum · Bakkum-Noord · Castricum · Castricum aan Zee · Dusseldorp · Limmen · De Woude

Buurtschappen: Boekel · Duin en Bosch · Heemstee · Klein Dorregeest (deels) · Kogerpolder (deels) · Molendijk · Noord-End · Noord-Bakkum · Oosterbuurt · Oosterzij (deels) · Schulpstet · Starting · Stierop
Noord-Holland: Steden en dorpen      Nederland: Provincies · Gemeenten